# 計算尺式露出計
計算尺式露出計（けいさんじゃくしきろしゅつけい）とは、計算尺式の露出計である。
日時、天候、被写体の種類、フィルム感度、フィルターなど色々な要素を機械的な計算尺に入力することで適正なシャッター速度と絞り値を求められる。
スイス人のフェルディナンド・ハーター（Ferdinand Hurter ）とイギリス人のヴェロ・チャールズ・ドリフィールド（Vero Charles Driffield ）が科学的な感度測定方法を考案する中で副産物として発明しイギリスのマリオンから1892年に発売された「アクチノグラフ」が最初であり、これは世界初の露出計でもあった。
その後要素を係数に換算して合計した値により適正シャッター速度を求める係数加算式のウナ式やベスター式などが著名となった。
日本でも関実が考案し1939年玄光社から発売された関式サロン露出計（後のセノガイド）を皮切りに、森芳太郎が考案し浅沼商会から発売された森式キング露出計、佐和九郎が考案しアルスから発売された佐和式露出計算尺、エルモ社から発売された木邨式露出計、また戦後には師岡宏次が考案し近江屋産業（後のハンザこと近江屋写真用品。2004年10月特別清算）から発売された師岡式精密露出計など多数の形式が考案された。
当時の写真指導界の第一人者のノウハウを盛り込んであったためあらゆる条件下でほぼ正確な露出時間を知ることができ、佐和式1円80銭、関式2円とフィルム2本程の価格で購入でき安価であったため電気露出計が考案されてからも広く1980年代まで使用された。
またウエスト電気（現パナソニック フォト・ライティング）は閃光電球と写真フィルムを指定することで被写体の距離に応じたF値を表示するウエスト閃光電球用露出計算尺を出していたが、これも計算尺式露出計の一種と言える。